# EuropaCorp
EuropaCorp S.A. – francuska wytwórnia filmowa założona w 1992 roku przez francuskiego reżysera, Luca Bessona. Od lipca 2007 notowana na paryskiej giełdzie Euronext. Wyprodukowała m.in. takie filmy jak: Taxi 2 (2000), Transporter (2002), Uprowadzona (2008), Artur i Minimki (2006), Artur i zemsta Maltazara (2009) i Lockout (2012).
Od 2013 firma inwestuje w kina, pierwsze zostało otwarte 17 października 2013 w centrum handlowym Aéroville nieopodal paryskiego lotniska Roissy. Firma produkuje także seriale telewizyjne, które zapewniają jej 18% przychodów.